# Belica (rzeka w Bułgarii)
Belica (bułg. Белица) – rzeka w północnej Bułgarii, w obwodzie Gabrowo i w obwodzie Wielkie Tyrnowo.
Źródło znajduje się w Starej Płaninie, na stokach grzbietu Trewnenskija djał. Rzeka uchodzi do Jantry.